# Il villaggio sul mare
Il villaggio sul mare è un romanzo per ragazzi della scrittrice indiana Anita Desai. Ambientato in un villaggio sulla costa occidentale dell'India, a nord della metropoli Bombay, racconta le trasformazioni di un abitato rurale di fronte alla prospettiva dell'industrializzazione.
L'autrice fece esperienza diretta di un villaggio simile a quello descritto durante la villeggiatura insieme ai figli piccoli in un centro di pescatori a poca distanza da Bombay, dove viveva allora.

## Trama
Primi anni Settanta, Lila e Hari sono due fratelli adolescenti che vivono in una famiglia estremamente povera del villaggio di Thul. Il padre è dedito all'alcol, la madre è malata di anemia fino alla debilitazione, le due sorelline minori sono ancora in età scolare. In famiglia non entra nessun reddito; per questa ragione quando Hari sente la notizia di un grosso insediamento industriale per la fabbricazione di fertilizzanti in procinto di insediarsi presso il villaggio, spera di essere assunto e che la sua vita possa cambiare.
Le condizioni della madre purtroppo peggiorano, per pagare un guaritore Lila gli consegna un anello d'argento. Hari partecipa a una manifestazione di pescatori contrari all'insediamento industriale, poi li segue all'insaputa delle sorelle fino a Bombay per protestare. Qui gli abitanti dei villaggi sono travolti dall'intensità della vita della metropoli, la loro contestazione si incrocia con quella di altre categorie. Quando la manifestazione si scioglie, Hari decide di chiedere ospitalità ai Da Silva, la ricca famiglia che passa le vacanze nella quiete del villaggio e talvolta gli dà mance per piccole commissioni.
I Da Silva non sono a casa, il ragazzino viene cacciato dai domestici. Per sua fortuna il custode del palazzo si prende pietà e lo porta presso un conoscente, che gli dà da dormire e mangiare. Hari viene ingaggiato da Jagu, proprietario di un ristorante d'infimo ordine, come sguattero. Fa anche amicizia con l'orologiaio signor Panwallah, che possiede la bottega accanto; costui gli insegna a riparare orologi durante le ore libere alla taverna.
Intanto a Thul la madre sta così male che deve essere accompagnata all'ospedale nel vicino capoluogo di Alibagh. Quando viene a saperlo, il padre si trasferisce praticamente nel nosocomio per starle vicino. Lila e le sorelline intanto aiutano i Da Silva nelle commissioni, e poi durante la stagione monsonica il loro amico Sayyid Alì che si trasferisce nella loro proprietà per studiare le abitudini degli uccelli.
I monsoni sono terribili a Bombay, la città è praticamente allagata. Il signor Panwallah si ammala, ma quando torna al lavoro permette che Hari ripari e incassi da solo il prezzo di un orologio. Quando a fine stagione il ragazzino torna a casa in autobus per la festività di Diwali, ha in tasca un piccolo capitale risparmiato a Bombay. Si reca all'ospedale a riprendere la madre che si è ripresa dall'anemia, dopo 7 mesi di cure. Il padre, irriconoscibile, per stare vicino alla moglie ha smesso di bere. Tornati a Thul, decidono di avviare un piccolo allevamento di polli e uova; inoltre quando arriveranno gli operai della fabbrica Hari potrà aprire una bottega da orologiaio nel villaggio.

## Edizioni
- Anita Desai, Il villaggio vicino al mare, traduzione di Luigi Giobbio, SEI, 1987,  pp. 210, ISBN 978-88-05-03934-0.
- Anita Desai, Il villaggio sul mare, traduzione di Anna Nadotti, Collana Tascabili, Einaudi, 2002,  p. 172, ISBN 978-88-06-16341-9.